# Седангский язык
Седанг — австроазиатский язык, распространённый на востоке Лаоса и в центральном Вьетнаме. Седангский — самый крупный из севернобахнарских языков, и, как и в остальных севернобахнарских, в седанге у фонации имеется смыслоразличительная функция.

## Фонология

### Согласные
|               |                   | Губно-губные | Губно-зубные | Альвеолярные | Альвеопалатальные | Заднеязычные | Глоттальные |
| ------------- | ----------------- | ------------ | ------------ | ------------ | ----------------- | ------------ | ----------- |
| Взрывные      | непридыхательные  | p            |              | t            | tɕ                | k            | ʔ           |
| Взрывные      | придыхательные    | pʰ           |              | tʰ           | tɕʰ               | kʰ           |             |
| Взрывные      | преназализованные | mb           |              | nd           | ndʑ               | ŋɡ           |             |
| фрикативы     | глухие            |              | f            | s            |                   | x            | h           |
| фрикативы     | звонкие           |              | v            | z            |                   | ɣ            |             |
| носовые       | носовые           | m            |              | n            | ɲ                 | ŋ            |             |
| аппроксиманты | центральные       | w            |              |              | j                 |              |             |
| аппроксиманты | боковые           |              |              | l            |                   |              |             |

### Гласные
|                         | Переднего ряда | Среднего ряда | Заднего ряда |
| ----------------------- | -------------- | ------------- | ------------ |
| Верхнего подъёма        | i              |               | u            |
| Средне-верхнего подъёма | e              |               | o            |
| Средне-нижнего подъёма  | ɛ              |               | ɔ            |
| Нижнего подъёма         |                | a             |              |

В седангском 24 чистых гласных. Все они могут быть простыми ([a]), назализованными ([ã]) и скрипучими ([a̰]), причём три — /i a o/ — могут быть одновременно назализованными и скрипучими ([ã̰]). В отличие от других севернобахнарских, в седангском нет смыслоразличительной долготы гласных, но в нём много дифтонгов — 33—55. Благодаря этому иногда встречаются заявления о том, что в седангском наибольший в мире инвентарь гласных, что, однако, неверно, так как, например, в бахнарском девять возможных видов качества гласных и различение фонематической долготы, поэтому результат вычисления «самого большого инвентаря гласных» во многом зависит от методики.